# Aleksander Kobler
Aleksander Kobler, slovenski ključavničar in politik, * 3. avgust 1889, Litija, † 1974, Moskva.
Od leta 1907 je bil zaposlen v Sarajevu kjer se je včlanil v socialdemokratsko stranko Bosne in Hercegovine ter 1919 v Komunistično partijo Jugoslavije. Po vrnitvi v Slovenijo leta 1921 je bil med drugim tajnik Osrednje zveze stavbinskih delavcev in Neodvisne zveze delavcev v tekstilni industriji. Od leta 1921 je bi tudi v vodstvu pokrajinske organizacije Komunistične partije Jugoslavije za Slovenijo. V drugi polovici 20. let 20. stoletja pa je postal sekretar pokrajinskega komiteja Komunistične partije Jugoslavije za Slovenijo. Nekaj časa je bil zaprt, nato je emigriral v Avstrijo in 1927 odšel v Sovjetsko zvezo. Leta 1941 ga je zajela stalinska čistka. Do konca vojne je bil taboriščnik v Gulagu. Leta 1956 pa je bil politično rehabilitiran.